# Delio Rodríguez
Delio Rodríguez Barros (Puenteareas, 19 de abril de 1916 - Vigo, 14 de enero de 1994), fue un ciclista español, profesional entre 1936 y 1950, cuyos mayores éxitos deportivos los logró en la Vuelta a España donde, además de obtener el triunfo absoluto en la edición de 1945, es el ciclista con mayor número de victorias de etapa de la historia de la ronda española al contar con un total de 39 triunfos en sus distintas participaciones lo que le permitió liderar la prueba durante 32 días.
Sus hermanos menores Emilio, Manuel y Pastor, también fueron ciclistas profesionales.

## Triunfo en laVuelta a España 1945
La 1.ª etapa de Madrid a Salamanca (212 km) pareció un "remake" de la Vuelta a España 1942 dada la superioridad de Julián Berrendero. Después de un ataque de Vicente Trueba en el Alto de los Leones replicó Berrendero junto a José Gándara Villegas y João Rebelo. En el descenso el portugués se fue sólo llevando su avance a 3 minutos a 20 km de la meta pero el viento lateral le frenó siendo atrapado por Berrendero, Dalmacio Langarica, Juan Gimeno, Bernardo Capó y Miguel Gual y en Salamanca Berrendero ganó al sprint consiguiendo, gracias a las bonificaciones, más de 6 minutos sobre Delio.
En la etapa siguiente, Salamanca-Cáceres, bajo una fina lluvia y una carretera descarnada, poco después de la salida se destacaron Rebelo, Olmos, Bailon, Antonio Montes y Delio. Poco después se descolgaron Montes y Rebelo por pinchazos y Olmos por rotura de cadena. Delio y Bailon se destacaron y pasaron el alto de Béjar con 2' 43" sobre el pelotón. Al final del descenso doblaron su ventaja sorprendidos de la apatía del pelotón y a partir de ahí el dúo Delio-Bailon vieron crecer su ventaja hasta llegar a los 35" en Plasencia. A 30 km de la llegada Bailon desfalleció y Delio continuó sólo ganando la etapa con 15" sobre Bailon y 30" sobre los otros favoritos. Así Delio ganó la Vuelta desde el la 2ª etapa y Berrendero se focalizó en batir a Rebelo en el premio de la montaña, cosa que consiguió a la par que se colocó en la general final 2º a 15" de Delio.

## Palmarés
| 1940 - 2 etapas en la Volta a Cataluña - 1 etapa en la Vuelta a Cantabria - Trofeo Masferrer - 1 etapa del Circuito del Norte - GP Vizcaya 1941 - 12 etapas en la Vuelta a España - 4 etapas en la Volta a Cataluña - Subida al Naranco - 2 etapas en la Vuelta a Navarra - 4 etapas del Circuito del Norte - GP Vizcaya - Vuelta a Mallorca - 3º en la Vuelta a Navarra 1942 - 8 etapas en la Vuelta a España - 1 etapa en la Volta a Cataluña 1943 - 3 etapas en la Volta a Cataluña - Subida al Naranco - 1 etapa en la Vuelta a Levante - 1 etapa del G.P. Ayuntamiento de Bilbao | 1944 - 2 etapas en la Volta a Cataluña - 5 etapas en la Vuelta a Levante - 2 etapas en la Vuelta a Cantabria - GP Vizcaya - 3.º en el Campeonato de España en Ruta 1945 - Vuelta a España , clasificación por puntos y 6 etapas - Vuelta a Galicia y 2 etapas - 3.º en el Campeonato de España en Ruta - 1 etapa del Circuito del Norte 1946 - 4 etapas en la Vuelta a España - 4 etapas en la Vuelta a Castilla y León 1947 - 8 etapas en la Vuelta a España - 2 etapas en la Vuelta a Galicia - 2 etapas en la Vuelta a Asturias - 1 etapa en la Vuelta a Castilla y León - 1 etapa en la Vuelta a Burgos 1948 - 3 etapas en la Vuelta a Levante - 2 etapas en la Vuelta a Portugal |

## Resultados en Grandes Vueltas y Campeonato del Mundo
| Carrera         | 1935 | 1936 | 1937 | 1938 | 1939 | 1940 | 1941 | 1942 | 1943 | 1944 | 1945 | 1946 | 1947 | 1948 | 1949 |
| --------------- | ---- | ---- | ---- | ---- | ---- | ---- | ---- | ---- | ---- | ---- | ---- | ---- | ---- | ---- | ---- |
| Giro de Italia  | -    | -    | -    | -    | -    | -    | X    | X    | X    | X    | X    | -    | -    | -    | -    |
| Tour de Francia | -    | -    | -    | -    | -    | X    | X    | X    | X    | X    | X    | X    | -    | -    | -    |
| Vuelta a España | -    | 24º  | X    | X    | X    | X    | 4º   | 7º   | X    | X    | 1º   | 5º   | 3º   | -    | X    |
| Mundial en Ruta | -    | -    | -    | -    | X    | X    | X    | X    | X    | X    | X    | -    | -    | -    | -    |